# K.O.D
K.O.D는 대한민국의 3인조 힙합 그룹이다. 원래 과거에는 고등학교 친구들로 구성된 4인조 그룹이었으며, 당시 멤버가 최자, 개코, 6Point (육점), Zason (제이슨)으로 구성되었다. 이들은 1999년 클럽 마스터 플랜에서 데뷔하였으며, 6Point (육점) 측이 유학가고, 최자와 개코는 그룹 CB Mass로 떠나자, 현재 3인조 체제로 멤버 Bae3 (배삼)을 영입하고, 현재 멤버는 6Point (육점), Zason (제이슨), Bae3 (배삼)이다.

## 참여 앨범
- 1999년: 절정신운 한아 - 《정검진명》 - "All My Life (3,2,1)"
- 2001년: Various Artists - 《MP Hip-Hop 2001 大舶(대박)》 - "Around Us"
- 2002년: Various Artists - 《Still-A-Live》 - "Around Us"
- 2002년: Smokie J - 《The Konexion》 - "내가 너에게 하고 싶었던 이야기"
- 2004년: 다이나믹 듀오 - 《Taxi Driver》 - "비극 Part 1"